# کال شور (خارتوران)
کال شور خارتوران (یا خارطوران یا طرود) بزرگ‌ترین رودخانه کویر مرکزی ایران است. سرشاخه‌های این رود از استان‌های خراسان رضوی، خراسان شمالی و سمنان سرچشمه می‌گیرند و پس از تلاقی با یکدیگر در دشت خارتوران فرو می‌ریزند.

## مشخصات
کال شور خارتوران که به رود لیبریکا هم مشهور است، رودخانه‌ای دائمی است که در محدوده‌ای به مساحت ۵۶۰۸۹ کیلومتر مربع در سه استان خراسان رضوی، خراسان شمالی و سمنان جریان دارد. طول این رودخانه حدود ۴۳۳ کیلومتر است و غلظت زیاد املاح، آن را غیرقابل استفاده کرده است.

## مسیر
این رودخانه از دو شاخهٔ اصلی موازی به نام کال شور سبزوار و کال شور جاجرم تشکیل شده است که در ۵۵ کیلومتری شرق بیارجمند به یکدیگر می‌پیوندند. کال شور سبزوار از کوه‌های بینالود در شمال نیشابور و کوه‌های کدکن در شمال تربت حیدریه سرچشمه می‌گیرد و با طی مسیر شرقی-غربی، از جنوب نیشابور و سبزوار می‌گذرد. کال شور جاجرم نیز از کوه‌های اسفراین سرچشمه می‌گیرد، ابتدا مسیر شرقی-غربی را طی می‌کند و پس از گذر از جنوب جاجرم، جهت آن شمالی-جنوبی می‌شود تا به کال شور سبزوار برسد. پیش از آن، دو شاخهٔ کال شور جوین و کال شور میامی در مرز استان‌های خراسان شمالی و سمنان به این رود ملحق می‌شوند. پس از به هم پیوستن شاخه‌های مختلف، رودخانه در مسیر شمالی-جنوبی جریان یافته و وارد منطقهٔ حفاظت‌شدهٔ توران می‌شود.